# Hephthopelta pubescens
Hephthopelta pubescens is een krabbensoort uit de familie van de Chasmocarcinidae. De wetenschappelijke naam van de soort is voor het eerst geldig gepubliceerd in 1998 door Chen.